# Norra Finnskoga landskommun
Norra  Finnskoga landskommun var en tidigare kommun i Värmlands län.

## Administrativ historik
Kommunen inrättades i Norra  Finnskoga socken i Älvdals härad i Värmland när 1862 års kommunalförordningar trädde i kraft den 1 januari 1863.
Vid kommunreformen 1952 uppgick den i Finnskoga-Dalby landskommun som 1974 uppgick i Torsby kommun.

## Politik

### Mandatfördelning i Norra Finnskoga landskommun 1938-1946
| 17 | 3 |

| 20 |

| 18 | 2 |

| 20 |

| 6 | 12 | 2 |

| 18 |